# Sananda Fru
Sananda Fru (Berlino, 28 agosto 2003) è un cestista tedesco.

## Carriera

### Nazionale
Nel 2022 ha partecipato, con la Germania under 20, agli Europei di categoria.